# اینساید (بازی ویدئویی)
اینساید (به انگلیسی: Inside) یک بازی ویدیوئی در سبک ماجراجویی و پازل-پلتفرمر است، که توسط استودیوی دانمارکی پلی‌دد، در سال ۲۰۱۶ برای پلی‌استیشن ۴، اکس‌باکس وان و مایکروسافت ویندوز ساخته و منتشر شد. اینساید حال و هوای بسیار تاریک و وهم آلود دارد و در آن، بازیکن کنترل پسری را در یک دیستوپیا دارد و ملزم است برای پیشروی در بازی معماهای مختلف را حل کند. این عنوان مشابه بازی اول پلی‌دد، با نام لیمبو است.
پلی‌دد بلافاصله بعد از انتشار لیمبو با استفاده از موتور بازی سازی سفارشی خود، شروع به کار بر روی اینساید کرد. این استودیو برای ساده‌سازی فرایند توسعه، به استفاده از موتور یونیتی روی آورد و روتین‌های رندر خود را که بعداً به‌عنوان منبع باز منتشر شد، اضافه کرد تا ظاهری به خصوص ایجاد کند. این بازی تا حدودی از کمک مالی مؤسسه فیلم دانمارک بهره گرفت. اینساید برای اولین بار در E3 2014 مایکروسافت، معرفی شد و قرار بود در ۲۰۱۵ منتشر شود، اما تا سال ۲۰۱۶ به تعویق افتاد.
اینساید با تحسین اکثریت قریب به اتفاق منتقدان روبرو شد. منتقدان این بازی را، نقطه عطف عنوان لیمبو دانستند و از گیم پلی، فضای داستانی و مکانیک خارق‌العاده آن تعریف کردند، با این وجود، بازی اینساید به دلیل میزان خشونت و ناامیدی موجود، در بعضی جهات نقد منفی دریافت کرد. این بازی نامزد جوایز متعددی از جمله بازی سال شد و چندین دستاورد مستقل و فنی کسب کرد. اینساید در کنار لیمبو، (تنها بازی‌های شرکت پلی دد) جزء بهترین بازی‌های تمام دوران یاد می‌شود.

## گیم پلی

تصویری از Huddle آن طور که در انتهای بازی دیده می‌شود

اینساید یک بازی در سبک حل پازل و سکوبازی است. پروتاگونیست بازی، پسری بدون نام است که محیطی سورئال و عمدتاً سیاه سفید را که به عنوان یک بازی ۲٫۵ بعدی ارائه شده‌است را، بررسی می‌کند. اتمسفر بازی به شدت تاریک است و به نوعی حال و هوای آخرالزمانی دارد، از رنگ تنها برای برجسته کردن پروتاگونیست و بخشی از محیط استفاده می‌شود. اینساید عمدتاً بدون موسیقی است و گه گاه نشانه‌های موسیقی در محیط نمایان می‌شود مثلاً در بخش انتهایی یا بخش امواج صوتی، از دیگر صداهای بازی می‌توان به صدای پارس سگ‌ها، صدای نفس کشیدن پسربچه و صدای باران اشاره کرد. شخصیت قابل کنترل می‌تواند راه برود، بدود، شنا کند، از اجسام بالا برود یا آن‌ها را حرکت دهد. شما این توانایی را دارید که برای تکمیل پازل‌های خاص، از بدن‌های مسخ شده و زامبی مانند استفاده کنید، مکانیکی که مارتی اسلیوا از آی‌جی‌ان با مکانیک مشابه در بازی The Swapper مقایسه می‌کند. در نقاط مختلف بازی، بازیکن ممکن است اتاق‌های مخفی حاوی گوی‌های درخشان را پیدا کند. اگر همه گوی‌ها در طول بازی غیرفعال شوند، بازیکن قفل پایان دوم بازی را باز می‌کند.
در طول بازی، پسربچه در برابر آنتاگونیست‌های بازی هیچ شانسی برای مبارزه ندارد و فقط می‌تواند فرار کند. روش‌های مردن در طول بازی بسیار متنوع است مثل کشته شدن با دارت سمی، تکه‌پاره شدن توسط سگ‌ها، برخورد با امواج فراصوتی، غرق شدن یا دستگیر شدن توسط نگهبانان، مشابه بازی لیمبو، این مرگ‌ها به صورت واقعی و اغلب گرافیکی ارائه می‌شوند، با این وجود نوع نمایش صحنه‌های کشته شدن باعث شده برخلاف لیمبو که درجه سنی نوجوانان را دریافت کرد، این بازی رتبه ESRB از Mature را کسب کند. اگر شخصیت بمیرد، بازی از آخرین چکپوینت ادامه می‌یابد.

## داستان
هشدار:خطر لو رفتن خط داستان!
پسری با لباس قرمز و موهای مشکی از سراشیبی صخره به پایین سر می‌خورد و بازی آغاز می‌شود. این پسر در حین دویدن در جنگل، با نگهبانان نقاب دار و سگ‌های تازی مواجه می‌شود که در جستجوی او هستند، پسر با هر زحمتی که هست از موانع بتونی و گشتی‌های نگهبانان که در حال چرخ زدن در محیط هستند، فرار کرده و خود را به درون دریاچه ای پرت می‌کند. بعد از این، پسر وارد یک مزرعه ذرت شده که کنار مزرعه بزرگی است. درون مزرعه کرم‌های سفید رنگی (مشابه بازی limbo) وجود دارد که باعث رم کردن و وحشی شدن خوک‌ها می‌شود. پسر بچه از حیوانات و تجهیزات مزرعه خوک‌ها، برای ورود به شهری به ظاهر متروکه با محیط بسیار تاریک، استفاده می‌کند که در آن صفوفی از افراد شبیه زامبی؛ تحت کنترل ذهن حرکت می‌کنند. در ورای شهر، کارخانه بسیار بزرگی از اتاق‌های زیر آب رفته، دهلیز بزرگ موج ضربه‌ای و محیط آزمایشگاهی وجود دارد که در آن دانشمندان این تشکیلات، آزمایشات عجیبی را زیر آب، بر روی اجساد انجام می‌دهند.
در حین عبور از این مناطق، پسرک از یک کلاه با قابلیت کنترل ذهن، برای کنترل موجودات شبه انسانی، خاکستری رنگ و زامبی مانند استفاده می‌کند، که به نظر می‌رسد کارگران مسخ شده این کارخانه هستند. این پسر سرانجام به درون آب سقوط کرده و گیر موجودی مو بلند (شبیه به سیرن) می‌افتد، با این وجود زن موبلند پسرک را نمی‌کشد و دستگاهی را به او وصل کرده و باعث می‌شود که بتواند زیر آب تنفس کند.
با دستیابی به قابلیت تنفس زیر آب، پسرک می‌تواند به اعماق کارخانه نفوذ کند و وارد محوطه فعالیت دانشمندان شود، بعد از این او چند محقق را مشاهده می‌کند که در حال تماشای یک محفظهٔ کروی بزرگ هستند. پسر بلافاصله وارد محفظه می‌شود و موجودی بزرگ و عجیب شبیه به توده ای متشکل از اندام قطع شده انسان را مشاهده می‌کند که هادل (Huddle) نامیده می‌شود (Huddle به معنی ازدحام افراد می‌باشد). هادل بوسیله چهار میله کنترل، به محفظه متصل شده، و پسرک این میله‌ها را قطع کرده و هادل، او را به درون خود می‌کشد.
هادل تحت کنترل پسر بچه، از زندان خود فرار کرده، و در مسیر خود تمام دفاتر تحقیقاتی را تخریب کرده و عدهٔ زیادی را به شکل فجیعی می‌کشد. دانشمندان موفق می‌شوند با حقه، هادل را درون یک محفظه دیگر محبوس کنند، اما هادل دوباره فرار می‌کند و دیوار چوبی کارخانه را شکسته و از تپه جنگلی به پایین غل می‌خورد تا جایی که در ساحل دریا و در زیر نور خورشید متوقف می‌شود، و بازی به پایان می‌رسد.
اگر بازیکن هر سیزده کره مخفی را در طول بازی پیدا کرده و آن‌ها را غیرفعال کند، و بعد از این کار از طریق سیو بازی به مزرعه ذرت در ابتدای کار برگردد و وارد اتاق مخفی زیر آن شود، می‌تواند با تکان دادن اهرم طاق مخفی به شکلی خاص (نت یکی از موسیقی‌ها) وارد غار پشت آن شود. بعد از رد شدن از غار به منطقه ای می‌رسد که شامل چندین کامپیوتر و یکی از کلاه‌های کنترل ذهن است که از سوکت مجاور آن تغذیه می‌شود. اگر شما پسرک را به کشیدن دوشاخه از سوکت ترغیب کنید، دستگاه کنترل ذهن خاموش شده و پسربچه به مانند زامبی‌های داخل بازی بدون هیچ حرکتی روی زمین قرار می‌گیرد، از این مسئله می‌توان نتیجه گرفت که این اتاق در واقع برای کنترل پسربچه طراحی شده‌است.

### تحلیل داستان
هر دو بازی لیمبو و اینساید، داستان‌های کاملاً گنگ و غیر مستقیم دارند، و نمی‌توان ترتیب و توضیح دقیقی از داستان آنها را ارائه کرد و باید آنها را به دقت بررسی کرد. (برای بررسی بیشتر داستان این مجموعه و آشنایی با تئوری‌های مربوطه از منابع روبرو استفاده کنید)

## موسیقی
مارتین استیگ اندرسن و سوس گانور رایبرگ (که پیش از این در لیمبو آهنگساز بود)، کار آهنگسازی این بازی را انجام دادند. اندرسن از فیلم‌های ترسناک درجه دو دهه ۸۰ میلادی الهام گرفته بود که اغلب از سینث‌سایزر استفاده می‌کردند، ولی اندرسن دوست نداشت که یک موسیقی متن واقعی برای بازی بسازد و قصد داشت خود محیط کار موسیقی را انجام دهد. او موسیقی را با عبور صدا از جمجمه انسان و ضبط آن ایجاد کرد، صدای حاصل یک صدای رسانای استخوانی بود که کیفیتی تلخ و سرد را ایجاد می‌کرد. این صدای محیطی اغلب مکمل تصاویر پس زمینه بازی می‌باشد.
اینساید دارای تلاقی بسیار نزدیک از بازی و صدا است، برخی از پازل‌های بازی مستقیماً روی نشانه‌های دیداری و شنیداری تنظیم شده‌اند. این امر باعث شد که اندرسن بیشتر از آنچه در لیمبو مجبور بود، با توسعه دهندگان گیم پلی همکاری کند. تمام صداهای بازی با دقت طراحی شده و لحظه به لحظه و بسته به موقعیت و مکان تغییر پیدا می‌کند، به عنوان مثال پسر بچه در موقعیت‌هایی که وحشت زده‌است به شکل خاصی نفس می‌کشد یا صدای امواج صوتی در فواصل دور گنگ و مبهم است و به‌طور کامل حس محیط را به مخاطب القا می‌کند. اندرسن به تیم طراحی بازی در مورد ساختار کلی، پیشنهاد داد تا صحنه‌هایی را ارائه دهند که در آن موسیقی تنش جوی ایجاد می‌کند.

## توسعه
استودیوی دانمارکی پلی‌دد در ژولای ۲۰۱۰ عنوانی به نام لیمبو را به بازار عرضه کرد. این عنوان یک اثر به شدت خاص با اتمسفر تاریک بود که خیلی سریع توانست به شهرت جهانی برسد و نزدیک به یک میلیون نسخه، فروش داشته باشد. این فروش فوق‌العاده باعث شد تا پلی‌دد چند ماه بعد توسعه، بازی بعدی را با نام (Project ۲) آغاز کند. با وجود اینکه اینساید جانشین معنوی لیمبو به‌شمار می‌رود ولی به اذعان سازندگان، دیوانه‌کننده تر، عجیب تر و همچنین با فضاسازی بهتر است. به عبارتی اینساید توانست داستانی بسیار تأثیرگذار را به مخاطب ارائه دهد و از اثر قبلی پیشی بگیرد. بودجه ساخت این بازی، که توسط یک مؤسسه فیلم‌سازی دانمارکی تأمین می‌شد حدود ۱ میلیون دلار بود. بر خلاف بازی لیمبو که توسط موتور اختصاصی شرکت سازنده، تولید شده بود، اینساید (به دلیل کمبود وقت و صرفه جویی در هزینه) با موتور بازی سازی یونیتی ساخته شد. توسعه دهندگان یک فیلتر موقتی ضد آلیاسینگ برای موتور با عنوان temporal reprojection ایجاد کردند تا ظاهری مشخص برای اینساید ایجاد کنند. در مارس ۲۰۱۶، پلی‌دد کد منبع را تحت یک لایسنس منبع باز منتشر کرد. مایکروسافت اینساید را برای اولین بار در کنفرانس مطبوعاتی ای۳ ۲۰۱۴ خود معرفی کرد. قبل از این، قرار بود که این بازی بر روی پلتفرم‌هایی نظیر پلی‌استیشن ۳ و مک‌اواس عرضه شود.

## بررسی
| گردآورنده | امتیاز                                                          |
| --------- | --------------------------------------------------------------- |
| متاکریتیک | اکس باکس: ۹۳/۱۰۰ پی سی: ۸۷/۱۰۰ پی اس فور: ۹۱/۱۰۰ نینتندو:۹۱/۱۰۰ |

| ناشر                     | امتیاز  |
| ------------------------ | ------- |
| دستراکتید                | ۹٫۵/۱۰  |
| اج                       | ۹/۱۰    |
| الکترونیک گیمینگ مانثلی  | ۹٫۵/۱۰  |
| گیم اینفورمر             | ۹٫۷۵/۱۰ |
| گیم رولیشن               | [ ۳۰ ]  |
| گیم‌اسپات                 | ۸/۱۰    |
| گیمز ریدار+              | [ ۳۲ ]  |
| جاینت بامب               | [ ۳۳ ]  |
| آی‌جی‌ان                   | ۱۰/۱۰   |
| پی‌سی گیمر (ایالات متحده) | ۷۶/۱۰۰  |
| پولیگان                  | ۹٫۵/۱۰  |
| VideoGamer.com           | ۱۰/۱۰   |

درست به مانند بازی لیمبو، اینساید نظرات بسیار مثبتی از منتقدین دریافت کرد و در متاکریتیک عملکرد درخشانی داشت. به طوری که منتقدان آن را برتر از لیمبو دانستند. این بازی یکی از موردانتظارترین بازی‌های پولیگان و آی‌جی‌ان در سال ۲۰۱۶ بود. جاز ریگنال از USgamer تیزر اینساید را بازی کرد و نوشت که این بازی یکی از بهترین پلتفرمرهای پازلی است که او تا به حال بازی کرده، و حتی بهتر از نسخه قبلی خود است. سایت معتبر آی‌جی‌ان دربارهٔ بازی نوشت: «Inside نه تنها تمام عواملی که باعث شدند Limbo یک بازی بزرگ شود را در خود دارد، بلکه حتی آن‌ها را تا حد زیادی هم بهبود بخشیده‌است. پیچش‌های داستانی این بازی باعث شگفتی شما خواهند شد و حس خواهید کرد که کلمات قادر به توصیف حس‌تان نیستند. ولی در پایان با بازی طرف هستیم که تا مدت‌ها در مورد آن و معنایش با دوستان‌تان بحث خواهید کرد.» گیم اینفورمر نیز به این بازی نمره بالا ۹۸ از ۱۰۰ را داد و در وصف آن گفت: «هر زمان که حس وارد شدن به یک محیط جدید را در این بازی به یاد می‌آورم، نفسم در سینه حبس می‌شود. چرا که در هر محیط جدیدی مرگ انتظارم را می‌کشید و هر بار به شکل تازه‌ای سورپرایزم می‌کرد. پس از تمام شدن بازی، حس می‌کردم که انگار در داخل کابوس‌های بسیار وحشتناک یک فرد قدم زده‌ام. با این حال از طرفی هم برای تجربه دوباره این کابوس‌ها لحظه شماری می‌کردم.» سایت بعدی گیم‌اسپات بود که با دادن نمره ۸ به بازی نوشت: «Inside یک بازی زیبا، تأثیرگذار و به‌یادماندنی است که نقش یک دنباله ارزشمند را برای Limbo بازی می‌کند. پازل‌های بازی با اینکه خیلی سخت نیستم، ولی به خوبی مکمل داستان آن هستند. ولی بدون شک ارزشمندترین دستاورد این بازی، در نحوه روایت داستان آن نهفته‌است. همچنین دنیای عجیب بازی به لطف جزییات بالای محیط‌ها به بهترین شکل ممکن طراحی شده و سفری به‌یادماندنی برای گیمر خلق می‌کند. مسایلی که در طول این سفر با آن‌ها روبرو می‌شوید، مملو از مفاهیم عمیق انسانیت، آزادی و ماهیت وجودی انسان است.»
در نشریات داخلی نیز، این بازی نمرات بسیار بالایی را دریافت کرد و از آن تقدیر شد. سایت زومجی به این بازی نمره ۹٫۵ از ۱۰ را داد و در وصف آن نوشت: «برخی از بازی‌ها هستند که وقتی آنها را به پایان می‌رسانید، تا مدت زیادی به آنها فکر می‌کنید. Inside در همین دسته قرار می‌گیرد. یک بازی مستقل معمایی پلفترمر فوق‌العاده که ترکیبی است از داستانی عجیب، فضایی تاریک، موسیقی‌های فوق‌العاده کم اما بسیار تأثیرگذار، گیم‌پلی‌ای بی‌نقص، معماهایی خلاقانه و دوست‌داشتنی و یک پایان‌بندی که تا مدت‌های زیادی ذهن شما را درگیر خود می‌کند.» سایت بازی سنتر نیز به این عنوان نمره کامل داد و در مورد پیشرفت‌های آن نوشت: «بازی از هر نظر پیشرفت‌های بسیار زیادی نسبت به عنوان قبلی استودیو سازنده داشته‌است و روند صعودی و تسلط پلی دد بر سبک بازیسازی خود کاملاً مشهود است.»

## جوایز
- برنده جایزه منتقدان ۲۰۱۶ برای بهترین بازی مستقل[۴۸]
- برنده دو جایزه از جوایز بازی ۲۰۱۶ برای بهترین بازی مستقل و بهترین کارگردانی هنری[۴۹][۵۰]
- برنده سه جایزه از جوایز دی.آی.سی.ای. برای D.I.C.E. Sprite Award، دستاورد برجسته در کارگردانی هنری و دستاورد برجسته در جهت بازی[۵۱]
- برنده جایزه آکادمی ملی بازبین بازرگانی بازی‌های ویدئویی برای جهت دوربین در موتور بازی[۵۲]
- برنده دو جایزه از جوایز انتخاب توسعه‌دهندگان بازی برای بهترین صداگذاری و بهترین هنرهای تجسمی[۵۳][۵۴]
- برنده چهار جایزه از سیزدهمین دوره جوایز بازی‌های آکادمی بریتانیا برای دستاورد هنری، طراحی بازی، روایت و ویژگی اصلی[۵۵][۵۶]
- و برنده سه جایزه وبی برای اکشن، بهترین تجربه مردمی و بهترین طراحی بصری[۵۷]
- و نامزد ده‌ها جایزه دیگر…